# Cantone di Mont-Saint-Aignan
Il Cantone di Mont-Saint-Aignan è una divisione amministrativa dell'arrondissement di Rouen.
La riforma complessiva dei cantoni del 2014 lo ha lasciato invariato.

## Composizione
- Déville-lès-Rouen
- Mont-Saint-Aignan